# Samuel Mosberg
Samuel Mosberg est un boxeur américain né le 14 juin 1896 en Autriche et mort le 30 août 1967 à New York.
Champion olympique aux Jeux d'Anvers en 1920 (poids légers).

## Carrière
Il devient champion olympique des poids légers aux Jeux d'Anvers en 1920 après sa victoire en finale contre le Danois Gotfred Johansen. Mosberg passe professionnel la même année mais ne rencontre qu'un succès limité. Il se retire en 1923 sur un bilan de 15 victoires, 10 défaites et 4 matchs nuls.

## Parcours auxJeux olympiques
Jeux olympiques d'été de 1920 à Anvers (poids légers) :
- Bat Joseph Solvinto (France)
- Bat Frederick Grace (Grande-Bretagne)
- Bat Richard Beland (Afrique du Sud)
- Bat Gotfred Johansen (Danemark)